# اوگو دلین
اوگو دلین (اسپانیایی: Hugo Dellien‎؛ زادهٔ ۱۶ ژوئن ۱۹۹۳) تنیس‌باز اهل بولیوی است.